# Луканов, Андрей
Андре́й Ка́рлович Лука́нов (болг. Андрей Карлов Луканов; 26 сентября 1938, Москва, СССР — 2 октября 1996, София, Болгария) — болгарский государственный и политический деятель, премьер-министр Болгарии в 1990 году.

## Биография
Родился в 1938 году в Москве в семье известного болгарского коммуниста Карло Луканова. Имел советское гражданство, в 6 лет, когда семья вернулась на родину, получил также болгарское. Член Димитровского коммунистического молодёжного союза с 1957 года, Болгарской компартии (БКП) с 1966 года.
В 1963 году окончил факультет «Международные отношения» в МГИМО, (Москва), экономист-международник.
Работал в МИДе (1963—1965) и начальником отдела в Министерстве внешней торговли (1966—1968). С 1969 по 1972 годы работал в представительстве Болгарии в Организации объединённых наций в Женеве.
Стал заместителем министра (1972—1973) и первым заместителем министра внешней торговли (1973—1976), вице-премьером (1976—1986), председателем комиссии по экономическому и научно-техническому сотрудничеству при Совете министров и первым вице-премьером (1986—1987), министром внешнеэкономических связей (август 1987 — ноябрь 1989). С 1977 постоянный представитель Болгарии в СЭВ, в 1980—1981 и 1988—1989 — председатель исполкома СЭВ.
В 1976—1977 годах кандидат в члены ЦК, с 1977 года член ЦК, с 1979 года кандидат в члены политбюро, с ноября 1989 член политбюро, секретарь ЦК БКП, с февраля 1990 член Президиума Высшего партийного совета БКП.
С ноября 1989 года член Госсовета НРБ, председатель партийно-государственной комиссии по рассмотрению допущенных деформаций в общественной жизни и экономике.
А. Луканов сыграл важную роль в отстранении Тодора Живкова от руководства БКП, после чего возглавил правительство в феврале 1990 года. При нём действовал Круглый стол с оппозицией, на котором согласовывались рамки демократических реформ и перехода к рыночной экономике. В одностороннем порядке были приостановлены выплаты по внешнему долгу. Однако экономический переход затянулся, была введена купонная система в розничной торговле из-за острой нехватки основных товаров и услуг для населения, развивалась инфляция. Правительство пало после массовых протестов и тяжёлого экономического кризиса, позже известного как «Луканова зима V.Мирчо Стоименов от Конфедерация Подкрепа от Перник».
7 июля 1992 года по ходатайству генерального прокурора и постановлением Национального Собрания его депутатская неприкосновенность была отменена. 9 июля 1992 года он был арестован и привлечён к уголовной ответственности по обвинению в том, что, будучи первым заместителем премьер-министра в 1986—1989 годах, действуя в соучастии с должностными лицами, незаконно присвоил государственную собственность в особо крупных размерах. Однако дело было закрыто и он вышел на свободу 30 декабря 1992 года, после чего обратился в Европейский суд по правам человека в Страсбурге. В марте 1997 года Европейский суд постановил, что задержание было незаконным, и Болгарии было предписано выплатить ему 40000 французских франков за незаконный арест.
C 1994 года президент российско-болгарского совместного предприятия «Топэнерджи» (50 % — «Булгаргаз», 50 % — «Газпром»), созданного с целью строительства газопровода из России в Европу.
2 октября 1996 года был застрелен возле своего дома в Софии. Убийство осталось нераскрытым.
Владел английским, русским, испанским и французским языками.